# Qassimiut
Qassimut (o Qagssimiut) è un piccolo villaggio della Groenlandia di 47 abitanti (gennaio 2005). Si trova in un arcipelago nel Mare del Labrador poco ad est di Qaqortoq, a 60°47'N 47°10'O; appartiene al comune di Kujalleq.